# Mitswa
Mitswa, of Nederlands-Jiddisj: mitswe (Hebreeuws: מצווה, meervoud mitswot, van tsiwa - beviel) is het Hebreeuwse woord voor gebod en wordt in het jodendom gebruikt om te verwijzen naar de wetten in de Thora of de uitwerking hiervan in de joodse wet. In wijder gebruik kan een 'mitswa' ook een handeling van barmhartigheid zijn die niet expliciet wordt geboden in het jodendom, zoals de begrafenis van het lichaam van een onbekend persoon. Volgens het jodendom zijn vrijwel alle morele handelingen (die niet botsen met expliciete wetten) in essentie goddelijke geboden.
Volgens de Talmoed zouden er 613 mitswot (613 geboden) zijn, waarvan twee direct door God werden gegeven en 611 door God via Mozes. Vanaf de middeleeuwen verschenen er lijsten met de 613 mitswot, die echter onderling verschillen. De bekendste lijst is die van Maimonides. Er bestaan tal van andere typologieën die de mitswot in groepen delen. Bovendien zijn vele mitswot niet meer van kracht sinds de verwoesting van de Joodse tempel of alleen van kracht in Israël (en dan soms ook nog alleen in schrikkeljaren).
Vanaf het moment dat een persoon volgens het jodendom volwassen is, wordt zij/hij geacht de geboden te vervullen. Dat is bij meisjes op twaalfjarige leeftijd en bij jongens op dertienjarige leeftijd. Vandaar ook dat op die dag respectievelijk het bat mitswa- en het bar mitswa-feest wordt gevierd (dochter respectievelijk zoon van het gebod). De religieuze verplichting om de mitswot te vervullen staat evenwel los van het al dan niet vieren van het feest.